# Эстрози, Кристиан
Кристиа́н Эстрози́ (фр. Christian Estrosi; род. 1 июля 1955, Ницца) — французский мотогонщик и политик, мэр Ниццы (с 2017).

## Биография
Родился 1 июля 1955 года в Ницце. Начал карьеру профессионального мотогонщика, не завершив обучение в лицее, участвовал в чемпионатах мира по шоссейно-кольцевым мотогонкам. В 1983 году избран в муниципальный совет Ниццы, стал помощником мэра Жака Медсена по вопросам спорта. В 1985 году избран в генеральный совет департамента Приморские Альпы, в 1988 — в Национальное собрание от 5-го избирательного округа департамента Приморские Альпы. 18 сентября 2003 года избран председателем генерального совета департамента Приморские Альпы, в 2008 — мэром Ниццы.
Со 2 июня 2005 по 15 мая 2007 года в президентство Жака Ширака занимал должность министра-делегата по делам развития территорий в правительстве де Вильпена.

С 23 июня 2009 по 13 ноября 2010 года — ответственный министр промышленности.
В начале декабря 2015 года Эстрози проиграл первый тур выборов в региональный совет Прованс — Альпы — Лазурный Берег — возглавляемый им правоцентристский список получил поддержку 26,46 % избирателей, а Марешаль-Ле Пен — 40,52 %. Тем не менее, во втором туре победил с результатом 54,78 %.
18 декабря 2015 года депутаты регионального совета избрали Эстрози председателем при поддержке широкой коалиции (в оппозиции остались только депутаты от Национального фронта).
В июне 2016 года отказался от депутатского мандата и должности мэра Ниццы, исполнив своё предвыборное обещание сделать это в случае избрания председателем регионального совета.
15 мая 2017 года ввиду избрания мэром Ниццы ушёл в отставку с должности председателя регионального совета. 29 мая 2017 года новым председателем регионального совета избран Рено Мюзелье, а Эстрози стал его заместителем (председателем-делегатом).